# Vida (álbum de Draco Rosa)
Vida es un álbum recopilatorio del músico estadounidense de rock alternativo Draco Rosa.

Contiene 16 temas cantados a dúo.
El álbum ganó el Premio Grammy Latino en la categoría de mejor álbum del año durante la entrega del 2013.

## Lista de canciones
Todos los temas compuestos por Draco Rosa excepto donde se indica:

| Vida |                                             |          |  |
| N.º  | Título                                      | Duración |  |
| 1.   | «Esto es vida» (con Juan Luis Guerra)       |          |  |
| 2.   | «Noche fría» (con Mima)                     |          |  |
| 3.   | «Como me acuerdo» (con Alejandro Sanz)      |          |  |
| 4.   | «El tiempo va» (con Rubén Blades)           |          |  |
| 5.   | «Obra de arte» (con Enrique Bunbury)        |          |  |
| 6.   | «Blanca mujer» (con Shakira)                |          |  |
| 7.   | «Más y más» (con Ricky Martin)              | 4:30     |  |
| 8.   | «Penélope» (con Maná)                       |          |  |
| 9.   | «Vagabundo» (con Andrés Calamaro)           |          |  |
| 10.  | «Madre Tierra» (con René Pérez)             |          |  |
| 11.  | «Roto por ti or Ti» (con Juanes)            |          |  |
| 12.  | «Paraíso prometido» (con Marc Anthony)      |          |  |
| 13.  | «Reza por mí» (con Romeo Santos)            |          |  |
| 14.  | «Cruzando puertas» (con José Feliciano)     |          |  |
| 15.  | «Amantes hasta el fin» (con Ednita Nazario) |          |  |
| 16.  | «Brujería» (con Tego Calderón)              |          |  |